# إد تشاينا
إد تشاينا (بالإنجليزية: Edd China) هو شخصية أعمال ومهندس وصحفي ومقدم تلفزيوني بريطاني، ولد في 9 مايو 1971 في لندن في المملكة المتحدة.

## وصلات خارجية
- الموقع الرسمي
- إد تشاينا على موقع IMDb (الإنجليزية)
- إد تشاينا على موقع قاعدة بيانات الفيلم (الإنجليزية)